# Carlos Castilla del Pino
Carlos Castilla del Pino (San Roque, 1 de maig de 1922 - Castro del Río, 15 de maig de 2009) fou un psiquiatre, membre de la Real Academia Española, doctor honoris causa de la Universitat de Cadis.

## Biografia
Va cursar l'ensenyament primari en el Col·legi dels Salesians de Ronda (Màlaga), part del batxillerat als Escolapis de Sevilla i la carrera de Medicina a la Universitat Central de Madrid. Lector precoç, va tenir també una primerenca vocació científica marcada per l'admiració cap a Santiago Ramón y Cajal. Va viure la Guerra Civil, en la qual alguns dels seus parents van ser assassinats a les mans de milicians. Va començar la seva carrera docent res més acabar els seus estudis, adscrit a la càtedra de Patologia Mèdica de Agustín del Cañizo, entre 1942 i 1943.
De 1943 a 1946, va ser alumne intern del Departament de Psiquiatria de l'Hospital Provincial de Madrid, que dirigia el professor Juan José López Ibor. Hi va conèixer el neuròleg Manuel Peraita, que s'havia format en Alemanya amb Otfrid Förster, el gran mestre de la neurologia germànica immediatament anterior a la Segona Guerra Mundial, i alhora Peraita va ser dels mestres de Castilla del Pino. Des de 1946 fins a 1949 va continuar en el mateix departament, però ja de metge intern. Alhora, entre 1945 i 1949 va ser també col·laborador del Departament d'Histologia del sistema nerviós de l'Institut Cajal de Madrid, que dirigia el professor Sanz Ibáñez. Allí va conèixer dos deixebles de Cajal, Jorge Francisco Tello i Fernando de Castro, dels qui va aprendre la preparació puzzelada en làmines molt extenses filocorticals del còrtex cerebral.
Va fer la seva tesi doctoral amb el catedràtic d'oftalmologia Buenaventura Carrera sobre "Fisiología y patología de la percepción óptica del movimiento" i la va llegir el 1947. Llavors, va investigar la distinció d'esquizofrènies encobertes per altres patologies. Des de 1949 va dirigir el Dispensari de Psiquiatria de Còrdova, on també va exercir com a catedràtic d'aquesta disciplina. En els vint anys que van del 1946 al 1966 va dedicar gran part del seu temps a la recerca neuropatològica i va publicar trenta treballs, dels quals vint són de neurologia patològica experimental; destaca un treball sobre La unidad sensoriomotriz en la esfera óptica, publicat el 1946 en les prestigioses Actas Lusoespañolas de Neurología y Psiquiatría. Alguns d'ells, per exemple Los dinamismos de la tristeza y de la inhibición en los enfermos depresivos, publicat a Archivos de Neurobiología el 1966, contenen ja els gèrmens d'una nova manera d'entendre la psiquiatria.
Militant del partit comunista i catedràtic, escrigué més de cent vuitanta volums sobre psiquiatria, assajos i articles en diverses revistes de prestigi. Els seus camps de recerca prioritaris foren la depressió (i a partir d'ella, els sentiments), l'esquizofrènia i l'anàlisi lingüística, així com el marxisme i la filosofia dialèctica (per les seves simpaties polítiques).
El 1949 va fer unes oposicions en les quals va ser nomenat cap dels Serveis Provincials de Psiquiatria i Higiene Mental de Còrdova, càrrec en el qual va continuar fins a la seva jubilació el 1987. A causa de la seva filiació comunista, se li va negar repetidament, l'última vegada el 1960, la càtedra de Psiquiatria, i va haver d'esperar fins a 1983, amb el primer govern socialista de Felipe González, perquè li concedissin la càtedra extraordinària de Psiquiatria i Dinàmica Social en la Facultat de Medicina de Còrdova a proposta de la Universitat de Còrdova. Va militar en el Partit Comunista d'Espanya fins a l'any 1980, en què es va afiliar al PSOE. Els seus últims anys van ser molt durs, perquè alguns dels seus fills es van suïcidar, episodis que recull en les seves memòries. Fill Predilecte d'Andalusia el 1985, en 2004 va ser nomenat doctor honoris causa per la Universitat de Cadis.

## Obra
Castilla va ser autor de vint-i-un llibres publicats de psiquiatria, sis llibres d'assajos i 186 monografies neuropsiquiátriques publicades en revistes especialitzades, dues novel·les i una autobiografia en dos volums. En la seva primera etapa (1946-1965), es va dedicar principalment a la neuropsiquiatria i la neuropatologia, en la tradició que va iniciar Ramón y Cajal i que van continuar Achúcarro, Lafora, Sacristàn, Prados i altres psiquiatres espanyols anteriors a la Guerra Civil. A més, va estar influenciat per la fenomenologia, i va anar des de la psicopatologia a l'anàlisi existencial: Husserl, Max Scheler i Heidegger, a causa de la influència de la Psiquiatria alemanya a Espanya.
Va començar a ser conegut amb el seu llibre Un estudio sobre la depresión. El següent, Fundamentos de antropología dialéctica, va obrir un nou front social en la psiquiatria i en la consciència pública espanyola, assenyalant la importància del context social, polític, filològic i econòmic en el desenvolupament de les patologies i la seva curació. L'impacte de l'obra es va acusar en les seves nou edicions posteriors. El seu segon llibre, La incomunicación, es va publicar el 1969 i compta amb tretze edicions. L'any següent, els seus Cuatro estudios sobre la mujer i la seva Sensualidad y repressión van ser també molt llegits.
També cal esmentar altres etreballs, alguns anteriors, a propòsit de qüestions tan interessants com El proceso de degradación de las estructuras delirantes (1957), El discurso de la mentira (1988), De la intimidad (1989) i una infinitat de temes d'evident interès públic. Altres obres responen a una preocupació científica bàsica, com la ja citada Foundations of dialectic Anthropology (1969), Introducción a la hermenéutica del lenguaje (1972), Una investigación de teoría psicopatológica (1984) o El delirio, un error necesario que va ser Premi Internacional d'Assaig Jovellanos (1997), així com altres publicacions que anuncien ja el gir clarament teorético que representa la seva Teoría de los sentimientos, una monografia important que des de l'any 2000 passa ja de set edicions.
Com a escriptor ha conreat també la novel·la, publicant Una alacena tapiada (1991) i Discurso de Onofre (1999).
Els seus mèrits científics, talent com a assagista, valor del seu llenguatge i estil i el testimoniatge històric de l'Espanya de postguerra a través dels seus dos llibres de memòries, Pretérito imperfecto. Autobiografía (1922-1949) (1997), IX premi Comillas, i Casa del olivo. Autobiografía (1949-2003) (2004) li van valer una butaca (lletra Q) en la Reial Acadèmia de la Llengua Espanyola des de 2003.

## Escrits

### Pensament
- La unidad sensoriomotriz en la esfera óptica, 1946.
- Fisiología y patología de la percepción óptica del movimiento, 1947.
- Sexualidad y represión
- El proceso de degradación de las estructuras delirantes (1957)
- Vieja y nueva psiquiatría (1963).
- Foundations of dialectic Anthropology (Fundamentos de antropología dialéctica, 1969)
- Introducción a la hermenéutica del lenguaje (1972)
- Una investigación de teoría psicopatológica (1984)
- La Incomunicación, 1970 (13 ediciones). ISBN 84-297-2913-5
- La culpa, 1970 (4 ediciones). ISBN 84-206-1431-9
- Un Estudio sobre la depresión, 1966 (9 ediciones; 10a ed. Febrero de 2002). Depósito legal: B-17.699.1972
- El Humanismo "imposible", 1968 (3 ediciones)
- Naturaleza del saber, 1969 (3 ediciones)
- Cuatro ensayos sobre la Mujer, 1971 (10 ediciones). ISBN 84-206-1340-1.
- Patografía, 1972 (3 ediciones). ISBN 84-323-0713-0
- Psicoanálisis y marxismo, 1969 (5 ediciones). ISBN 84-206-1213-8
- Introducción al masoquismo, 1975 (5 ediciones). ISBN 84-206-1449-1
- Introducción a la psiquiatría, 2 volúmenes, 1978, 1979 (4 ediciones). ISBN 84-206-8994-7
- Teoría de la alucinación, 1984. ISBN 84-206-2410-1
- Cuarenta años de Psiquiatría, 1985. ISBN 84-206-2487-X
- El discurso de la mentira, comp., 1987 (2 ediciones). ISBN 84-206-2545-0
- El delirio, un error necesario. 1988 (Premio Internacional de Ensayo Jovellanos 1998). Depósito legal: 7.417-1998
- Teoría del personaje, comp., 1989. ISBN 84-206-2619-8
- La intimidad, comp., 1989
- Temas: hombre, cultura, sociedad, 1989. ISBN 84-297-2925-9
- Aspectos cognitivos de la Esquizofrenia, comp.. 1991. ISBN 84-87699-14-6.
- El silencio, comp., 1992 (2 ediciones). ISBN 84-206-2702-X
- La obscenidad, comp., 1993. ISBN 84-206-2744-5
- La envidia, comp., 1994. ISBN 84-206-2776-3
- Celos, locura, muerte, 1995. ISBN 84-7880-519-2
- La extravagancia, comp., 1996. ISBN 84-206-2833-6
- La sospecha, comp., 1998. ISBN 84-206-2893-X
- Teoría de los sentimientos, 2000, (1a ed. octubre de 2000; 6a ed. gener de 2001; 7a ed. març de 2002). ISBN 84-8310-708-2
- El odio, comp., marzo de 2002. ISBN 84-8310-792-9
- Cordura y locura en Cervantes. 2005. ISBN 84-8307-654-3
- Los celos. 2022. ISBN 978-84-172-5222-9

### Ficció
- Discurso de Onofre (1977)
- Una alacena tapiada (1991)

### Memòries
- Pretérito imperfecto. Autobiografía. 1997. ISBN 84-8310-013-4
- Casa del Olivo. Autobiografía (1949-2003. 2004. ISBN 84-8310-985-9